# Ricardo Ibarra Roca

Ricardo Ibarra Roca es el actual director de la Plataforma de Organizaciones de Infancia. Fue elegido por la Junta Directiva de la Plataforma de Infancia y ratificado por la Asamblea General del 28 de abril de 2015 por unanimidad.
Ricardo Ibarra, anteriormente fue vocal del Consejo Nacional de la Juventud de Aragón, y presidente de la XIII y XIV Comisión Permanente del Consejo de la Juventud de España. Para el cargo de presidente del CJE fue elegido en la Asamblea General Ordinaria que tuvo lugar en Zaragoza entre los días 10 y 11 de julio de 2010. Y fue reelegido en  la XVIII Asamblea General Ordinaria que tuvo lugar en Leganés los días 13,14 y 15 de julio de 2012.